# Therese Focking
Therese Antoinette Focking, Pseudonym Tante Therese (* 8. Juni 1828 in Danzig; † 24. Juni 1911 in Dresden) war eine deutsche Fröbelpädagogin und Kinderbuchautorin.

## Leben und Wirken

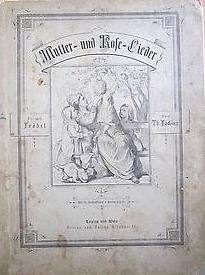
Die von Focking herausgegeben Mutter- und Kose-Lieder

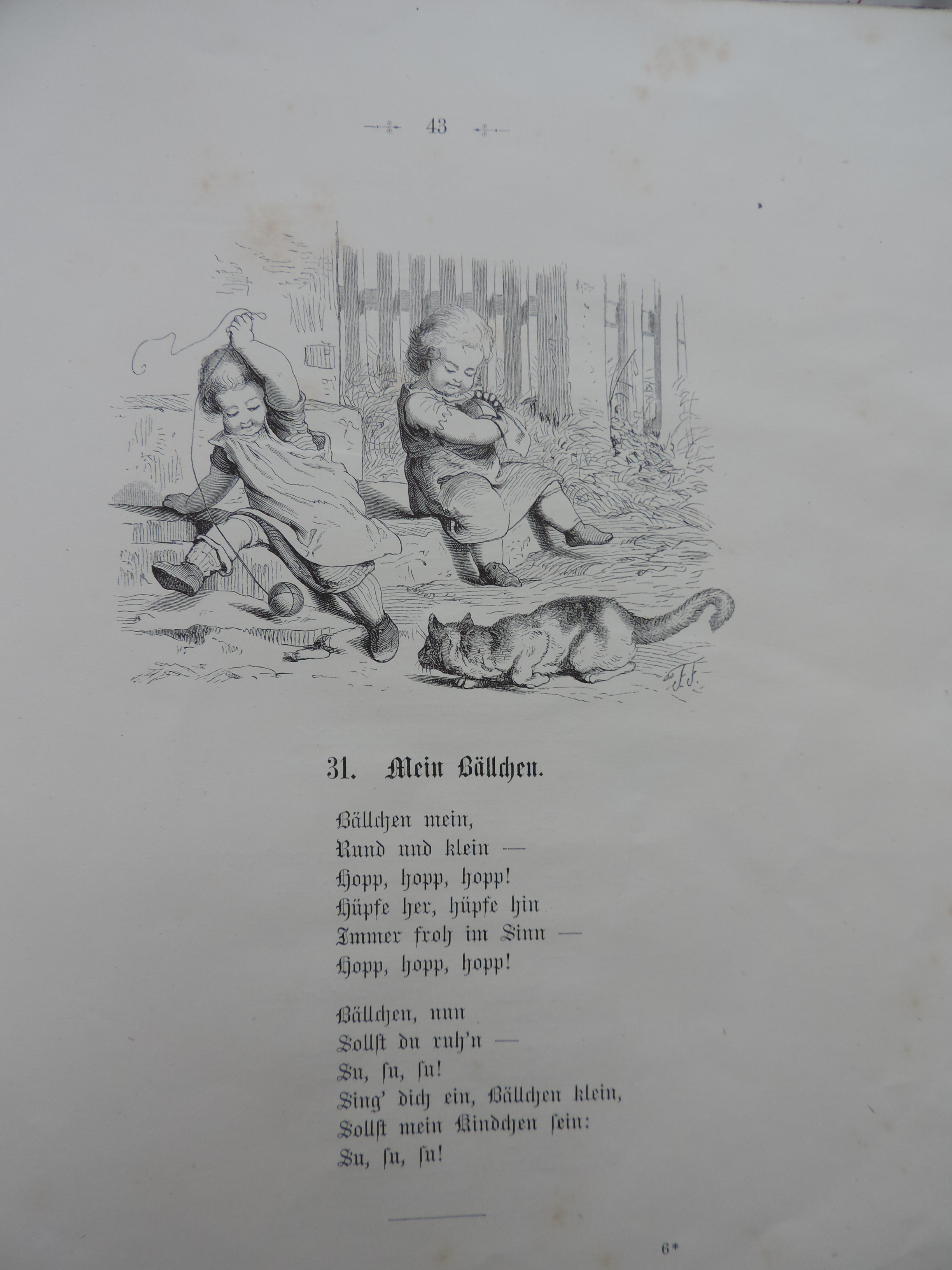
Seite aus Fröbel’s Mutter- und Kose-Lieder

Ihre Kinder- und Jugendzeit verlebte sie überwiegend zusammen mit ihren elf Geschwistern auf dem väterlichen Gut Georgenthal bei Dirschau. Emilie Wiede-Focking, eine der ersten Zahnärztinnen Deutschlands, war ihre jüngere Schwester. Eine Sehschwäche verhinderte, dass sie den Beruf der Lehrerin ergreifen konnte. Focking bildete sich autodidaktisch weiter. Vor allem die Schriften Friedrich Fröbels fanden ihr Interesse sowie dessen „Stiftung“, der Kindergarten. Obwohl sie keine Ausbildung zur Kindergärtnerin absolviert hatte, eröffnete sie in Dirschau einen Fröbel-Kindergarten, der bald nicht nur den Beifall von Eltern, Lehrern und Ärzten fand, sondern auch die Aufmerksamkeit bedeutender Pädagogen auf sich lenkte. 1877 schloss sie den Kindergarten und übersiedelte nach Leipzig. Dort bildete sie sich an der Henriette Goldschmidt ins Leben gerufenen und geleiteten Bildungsanstalt weiter. Es folgte ein Aufenthalt in Dresden bei Bertha von Marenholtz-Bülow, die Focking anregte die Fröbelschen Mutter- und Koselieder in leichterer, den Mütter zugänglicher Form herauszugeben. Mit ihrer freien Bearbeitung der Mutter- und Koselieder, mit 58 Illustrationen von Fedor Flizner, akzeptierte sie den Ansatz Friedrich Fröbels, schon dem allerkleinsten Kind eine gewisse Aufmerksamkeit zu schenken und es spielerisch zu neuen Erkenntnissen und Tätigkeiten zu führen. Die Mutter ist in diesem Erziehungsgeschehen die Hauptperson und muß entsprechend angeleitet werden... Gelingen kann die Unterweisung aber nur, wenn die Mutter bereit ist, sich eigenständig in die Gedankenwelt Fröbels hineinzuversetzen.
Beispiel eines von Focking verfassten Kindergedicht aus den Mutter- und Koselieder:
Das Schifflein.

…

Die beiden Hände sind mein Kahn,

Der Tisch der blaue See,

Da legt mein kleines Fahrzeug an,

Ich steig hinein, ade!

Mein Schifflein schwanket hin und her,

Ich segle weit in’s blaue Meer,

Woge hin und Woge her,

Woge Schifflein über’s Meer!

Und durch die welligen Wogen,

Da kommen die Fischlein gezogen,

Ich werfe rasch mein Netz ins Meer,

O Fischlein lieb, o kommt doch her!

    Sie kommen

    Geschwommen.

Doch Keines will in’s Netz herein,

Sie schwimmen weit in’s Meer hinein,

Schwimme hin, schwimme her,

Schwimme, Fischlein durch das Meer!
Ferner publizierte Focking pädagogische Aufsätze, die meist in Schulblättern, Hausfrauenzeitungen, in Über Land und Meer oder Die Erziehung der Gegenwart. Neue Folge etc. veröffentlicht wurden. Ihre Bücher für Kinder erreichten hohe Auflagen. Die im Jahre 1884 erschienene Fröbel-Fibel, eine auf Fröbelschen Grundsätzen beruhende Schreib-Lese-Methode, wurde von der antifröbelschen Fachwelt äußerst kritisch aufgenommen, als „verunglücktes Machwerk“ desavouiert. Von der harten und unsachlichen Kritik auf ihre Veröffentlichung enttäuscht, übersiedelte die Autorin für einige Zeit nach London, wo sie im Hause eines Fabrikanten als Privaterzieherin wirkte. Folgend verzichtete sie auf weitere Veröffentlichungen. Nach ihrer Rückkehr verfasste sie verschiedene kleinere Jugendschriften, teilweise mit biografischem Hintergrund, für Haus, Schule und Kindergarten.
Focking, die mit zunehmendem Alter immer mehr erblindete, war zeitlebens unverheiratet und verbrachte ihren Lebensabend im Lehrerinnenheim der Erdmuthe-Auguste-Stiftung in der Carolastraße 14/Feldgasse 19 in Dresden.

## Werke (Auswahl)
- Fröbel’s Mutter- und Kose-Lieder. Leipzig 1879
- Rätselbuch für Kindergarten und Haus. Leipzig 1880
- Unsere Kleinen. Leipzig 1880
- Das Kind in der Natur. Anschauungsbilder für Kindergärten, Schule und Haus. Berlin 1882
- Fröbel-Fibel. Neubrandenburg 1884
- Die Bildung des Tonsinnes. In: Erziehung der Gegenwart. Neue Folge, 1883, Nr. 11, S. 4–7.
- Zur Frage des Musikunterrichts. In: Erziehung der Gegenwart. Neue Folge, 1883, Nr. 9, S. 11–12.
- Über Gemütsbildung. In: Erziehung der Gegenwart. Neue Folge, 1884, Nr. 11, S. 14–19.
- Ein Wort für die Fröbelschen Beschäftigungsmittel. In: Das Land, 1898/99, S. 186
- Der Geburtstag der Zwillinge. Ein Tag aus dem Kinderleben. Wesel a. Rh. 1891